# Landschaftsschutzgebiet Heipker Bachtal

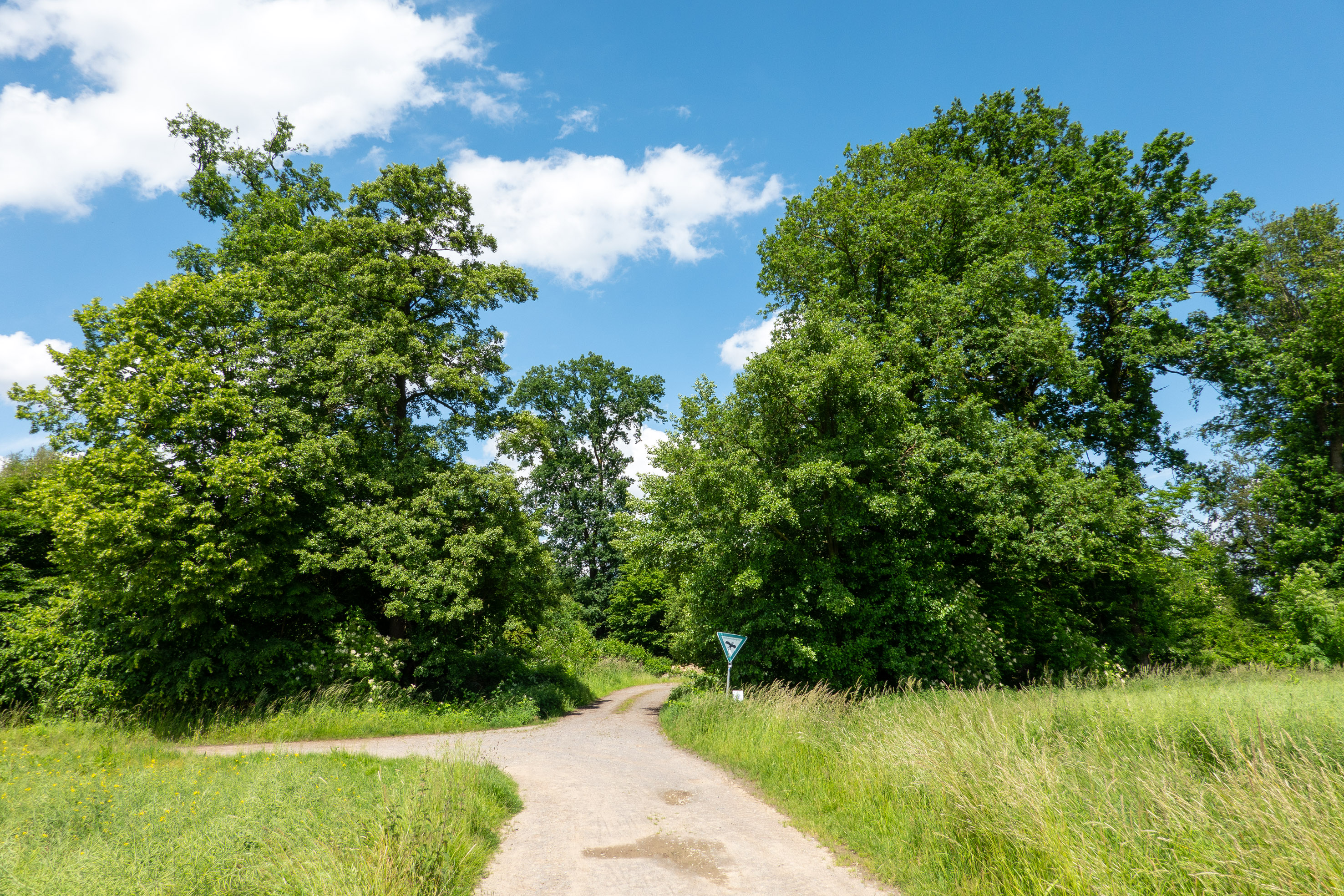
Heipker Bachtal

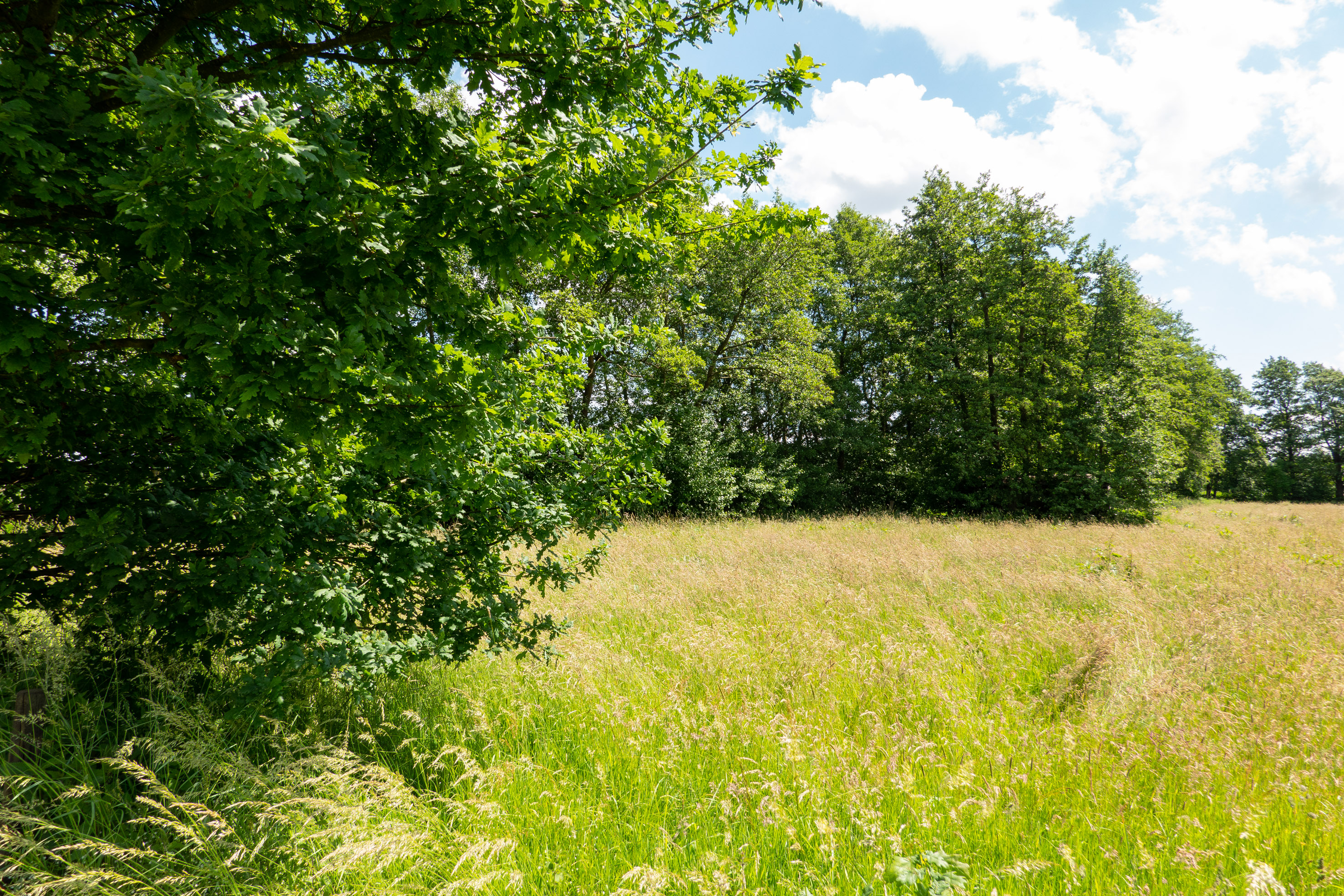
Grünlandbereich

Das Landschaftsschutzgebiet Heipker Bachtal mit etwa 34,8 ha Flächengröße liegt im Gemeindegebiet von Leopoldshöhe. Es wurde 2001 mit dem Landschaftsplan Nr. 2 Leopoldshöhe/Oerlinghausen-Nord durch den Kreistag des Kreises Lippe als Landschaftsschutzgebiet (LSG) ausgewiesen.

## Beschreibung
Das Schutzgebiet liegt im Ortsteil Bexterhagen. Die Bebauung grenzt teils direkt an das LSG. Das LSG umfasst einen Teil des Heipker Bachtalsystems und zwei naturnahe Laubwaldgebiete. An der Bebauung von Bexterhagen liegen Fischteiche an namenlosen nördlichen Bach.
Der Landschaftsplan Nr. 2 Leopoldshöhe/Oerlinghausen-Nord führt zum Wert des Landschaftsschutzgebietes aus: „Das Schutzgebiet übernimmt im Leistungsgefüge des Naturhaushaltes wichtige Funktionen für den Biotop- und Artenschutz, insbesondere zur Vernetzung der Biotopkomplexe „Sauerland“ im Westen, „Heipker See“ im Osten des Plangebietes und dem „Großen Holz“. Für die Gliederung und Belebung des Ortsbildes von Bexterhagen ist das landschaftsprägende Bachtal von hervorgehobener Bedeutung.“

## Schutzzwecke für das LSG
Laut Landschaftsplan erfolgte die Ausweisung des LSG
- „zur Erhaltung und Wiederherstellung der Leistungsfähigkeit des Naturhaushaltes mit seinen vielfältigen Funktionen Wasserschutz, Klimaschutz, Bodenschutz, Biotop- und Artenschutz in einem durch Siedlungsbereiche, Streubebauung und Verkehr stark beanspruchten und z.T. beeinträchtigten Raum,“
- „zur Erhaltung der Nutzungsfähigkeit der Naturgüter,“
- „zur Erhaltung und Entwicklung des für den Planungsraum typischen Landschaftsbildes mit seinen prägenden Tälern, naturnahen Waldbeständen, geomorphologischen Ausprägungen und gliedernden und belebenden Elementen,“
- „zur Erhaltung und Sicherung der besonderen Bedeutung des Planungsraumes für die Erholung.“[1]

## Rechtliche Vorschriften
Im Landschaftsschutzgebiet ist unter anderem das Errichten von Bauten und Fischteichen verboten. Grün- und Brachland darf nicht in eine andere Nutzungsart umgewandelt oder umgebrochen werden. Es ist ferner verboten Hunde frei laufen zu lassen. Vom Verbot ist Hundeeinsatz bei der ordnungsgemäßen Jagd, auf Hof- und Gartenbereichen und der Einsatz von Hütehunden ausgenommen.